# Duc pescador vermiculat
El duc pescador vermiculat (Scotopelia bouvieri) és una espècie d'ocell de la família dels estrígids (Strigidae). Es troba al bosc riberenc d'Angola, Camerun, República Centreafricana, República del Congo, República Democràtica del Congo, Gabon i Nigèria. El seu estat de conservació es considera de risc mínim.